# Финснехта Пиролюбивый

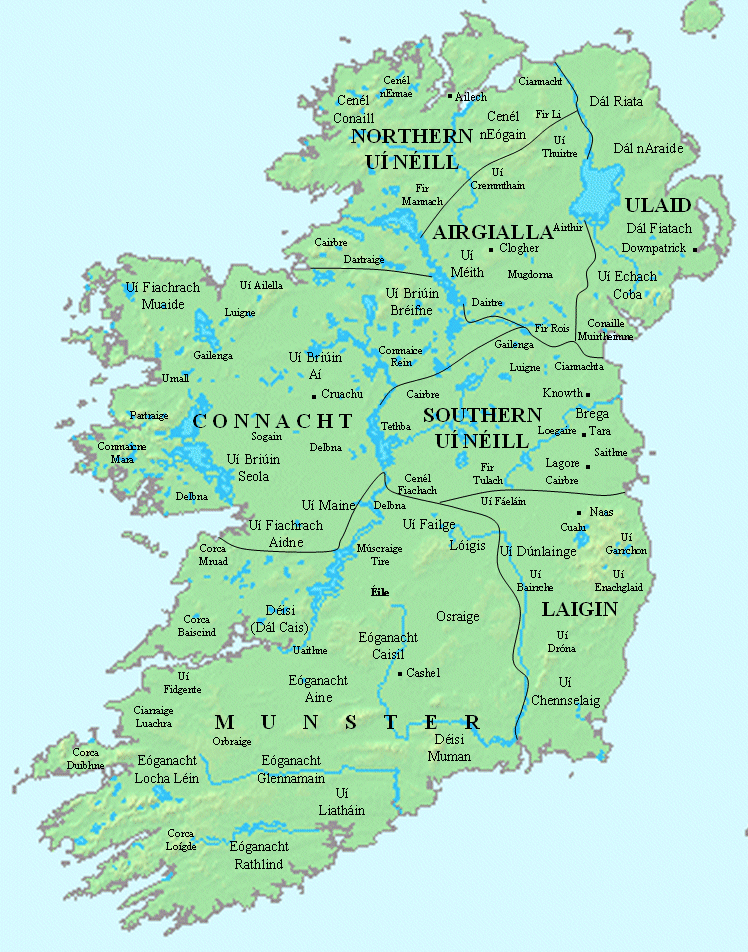
Ирландия в Раннее Средневековье

Финснехта Пиролюбивый (Финснехта Фледах; др.‑ирл. Fínsnechta Fledach; убит в 695) — король Бреги и верховный король Ирландии (675—695) из рода Сил Аэдо Слане, ветви Южных Уи Нейллов. Один из наиболее могущественных ирландских правителей VII века.

## Биография

### Ранние годы
Финснехта был сыном Дунхада. Его отец, один из сыновей первого правителя Бреги Аэда Слане, скончался в 659 году, так и не сумев завладеть королевским титулом.
О ранних годах жизни Финснехты известно очень мало. Согласно преданиям, сохранившимся во «Фрагментарных анналах Ирландии», в юности он был очень беден, владея только «одним быком и одной коровой». Однако, благодаря своему благородству и великодушию, Финснехте удалось заслужить доверие сначала правителя Фир Роса, а затем и своего двоюродного брата, верховного короля Ирландии Кенн Фаэлада. Первый стал его другом и союзником, а второй наделил своего родственника значительными земельными владениями и властью над двадцатью четырьмя туатами. Сообщается также, что ещё до получения королевского титула Финснехта оказывал покровительство святому Адамнану.
В 675 году Финснехта Пиролюбивый поднял мятеж против верховного короля и нанёс тому поражение в битве при Айрхелтре. В этом сражении Кенн Фаэлад пал на поле боя. Согласно «Анналам Тигернаха», место сражения находилось на западном побережье озера Лох-Дерг. Предполагается, что Финснехта мог заманить Кенн Фаэлада в засаду, когда тот совершал традиционный объезд ирландских пятин. После этого убийства Финснехта получил власть над Брегой и титул верховного короля Ирландии.

### Верховный король Ирландии
Стремясь утвердить свою власть как верховного короля над другими правителями Ирландии, Финснехта Пиролюбивый в 676 году совершил поход на север острова и разрушил Грианан Айлех, резиденцию правителей королевства из рода Кенел Эогайн. В 677 году он одержал победу в кровопролитной битве при Лох-Габоре (в Лагоре), в которой его противником был король Лейнстера Фианнамайл мак Маэл Туйле, а в 680 году этот лейнстерский монарх был убит собственным слугой по наущению верховного короля. Вероятно, об этих конфликтах упоминается и в ирландской саге «Борома», в которой сообщается о том, что Финснехта дважды брал с Лейнстера традиционную дань скотом. Выплата этой дани являлась символическим актом подчинения правителей лейнстерцев власти верховных королей Ирландии. В 679 году Финснехта сражался при Тайльтиу с войском короля Ульстера Бекка Байррхе, убийцы своего тестя Конгала Длинноголового.
В июне 684 года в Ирландию вторглось нортумбрийское войско во главе с герцогом Бертредом. Нортумбрийцы высадились на восточном побережье Ирландии, разорили находившиеся под властью Финснехты Пиролюбивого земли Бреги, не пощадив и церквей, и захватили пленных. Неизвестно, по каким причинам король Нортумбрии Эгфрит отправил своих людей в столь дальний поход. Предполагается, что это мог быть или обычный для тех времён грабительский налёт, или поход с целью прекращения поддержки Финснехтой врагов нортумбрийского короля, бриттов Дал Риады, или попытка пленить находившегося в Ирландии Элдфрита, единокровного брата короля Эгфрита и возможного претендента на престол Нортумбрии. По свидетельству «Церковной истории народа англов» Беды Достопочтенного, за совершённые его воинами в Ирландии злодеяния короля Эгфрита настигла божественная кара: в 685 году он пал в сражении с пиктами при Нехтансмере. В 687 году стараниями Адамнана шестьдесят остававшихся в плену ирландцев были освобождены новым нортумбрийским королём Элдфритом и возвращены на родину.
В саге «Борома» сохранилось предание о конфликте Финснехты Пиролюбивого с правителем Лейнстера Браном Мутом, преемником убитого в 680 году короля Фианнамайла мак Маэл Туйла. Согласно этому источнику, верховный король уже в третий раз за своё правление потребовал от лейнстерцев выплатить ему дань скотом. Король Бран, желая решить вопрос миром, отправил к Финснехте для переговоров святого Молинга, второго аббата Фернса. Несмотря на трудности путешествия и козни своих врагов, святой смог добраться до Тайльтиу, где Финснехта проводил ежегодное собрание ирландской знати, и здесь хитростью добиться от верховного короля согласия навсегда отказаться от требования дани с лейнстерцев. Хотя позднее, под влиянием своего друга Адамнана, Финснехта отрёкся от своего обещания Молингу, за что был проклят этим святым, он так и не смог осуществить задуманного похода. По свидетельству саги, Финснехта был последним из верховных королей Ирландии, получивших «борому» с правителей Лейнстера.
В 688 году Финснехта Пиролюбивый по неизвестным причинам отрёкся от престола и принял духовный сан. Однако уже в следующем году он вновь возвратил себе власть. Вероятно, причиной его отказа от церковной жизни стала междоусобица, вспыхнувшая после его отречения среди правителей Южных Уи Нейллов. В ходе этой войны в 688 году король Лагора (Южной Бреги) Ниалл мак Кернайг Сотал нанёс в сражении при Имлех Пихе поражение королю Наута (Северной Бреги) Конгалаху мак Конайнгу Куйрре, а правитель малого брегского королевства Фир Хул Брег Аэд мак Длутайг убил в 689 году короля Миде Диармайта Диана из рода Кланн Холмайн.
Финснехта Пиролюбивый был убит вместе со своим сыном Брессалом в 695 году в селении Греллах Доллайд. Убийцами верховного короля были его родственники, Аэд мак Длутайг и Конгалах мак Конайнг Куйрре. По свидетельству «Анналов Тигернаха» и саги «Борома», Финснехта погиб в бою, а по сообщению «Фрагментарных анналов Ирландии» — был убит в шатре Конгалаха. Опираясь на сообщение современника Финснехты, агиографа Тирехана, историки предполагают, что конфликт был спровоцирован намерением верховного короля присоединить к своим владениям долину реки Блэкуотер, принадлежавшую его родичам.
Новым королём Бреги стал убийца Финснехты Пиролюбивого, его двоюродный племянник Конгалах мак Конайнг Куйрре, а титулом верховного короля Ирландии в 696 году овладел правитель Кенел Конайлл Лоингсех мак Энгуссо.

### Семья
По свидетельству трактата XII века «Banshenchas» («О известных женщинах»), супругой Финснехты Пиролюбивого была Дербфоргайлл, по одним данным — дочь короля Ульстера Конгала Длинноголового, по другим — дочь короля Лейнстера Келлаха Куаланна из рода Уи Майл. Кроме погибшего вместе с отцом Брессала, у Финснехты были ещё сыновья: Айлиль (погиб в 718), Катал и упоминающийся в саге «Борома» Доннгилл. В дальнейшем потомки Финснехты не играли никакой значительной роли в ирландской истории.

### Покровитель писателей
По предположению историков, по личному приказу Финснехты Пиролюбивого была записана сохранившаяся до нашего времени сага «Видение Конна». Таким образом, этого верховного короля можно считать первым достоверно установленным ирландским правителем, оказывавшим покровительство писателям своего времени.
В «Видении Конна» сохранился наиболее древний из списков королей Тары. Его сведения частью противоречат свидетельствам более поздних королевских списков верховных королей Ирландии. В том числе, в нём отсутствуют некоторые из правителей Кенел Конайлл, наиболее влиятельных противников рода Сил Аэдо Слане, а также король Кенн Фаэлад. Вероятно, причиной этого было желание автора «Видения Конна» возвеличить род своего покровителя Финснехты за счёт принижения его врагов. В этом источнике Финснехта упоминается под именем Снехта Финн. Первоначально он был последним из названных в саге правителей, однако в последующем в список были внесены ещё несколько имён, идентификация которых затруднена.
Вероятно, среди авторов, благоволивших к Финснехте, был и Тирехан, автор одного из житий святого Патрика. В труде этого агиографа неоднократно в положительном свете рассказывается о попечении королей Бреги над ирландским центром почитания этого святого — монастырём в Даунпатрике.